# Vũ Châu
Vũ Châu (chữ Hán giản thể: 禹州市, Hán Việt: Vũ Châu thị) là một thành phố cấp huyện của địa cấp thị Hứa Xương, tỉnh Hà Nam Cộng hòa Nhân dân Trung Hoa. Thành phố Vũ Châu có diện tích 1500 km², dân số năm 2002 là 1,2 triệu người. Vũ Châu được chia ra thành 4 nhai đạo, 9 trấn và 13 hương.
- Nhai đạo: Quân Đài, Hàn Thành, Hạ Đô, Dĩnh Xuyên.
- Trấn: Thần Hậu, Phương Sơn, Vô Lương, Hỏa Long, Thuận Điếm, Hồng Sướng, Lương Bắc, Cổ Thành, Văn Thù.
- Hương: Phạm Pha, Trử Hà, Quách Liên, Thiển Tỉnh, Trương Đắc, Chu Các, Trường Trang, Hoa Thạch, Cưu Sơn, Ma Nhai, Phương Cương, Tiểu Lư, hương dân tộc Hồi Sơn Hóa.